# Восход (Мішкинський район, Башкортостан)
Восхо́д (рос. Восход, башк. Восход) — присілок у складі Мішкинського району Башкортостану, Росія. Входить до складу Мішкинської сільської ради.
Населення — 15 осіб (2010; 17 у 2002).
Національний склад:
- марійці — 71 %
- росіяни — 29 %